# Internal Revenue Service

Pieczęć Internal Revenue Service

Internal Revenue Service (IRS) – agencja rządowa USA zajmująca się ściąganiem podatków. Agencja ta podlega Departamentowi Skarbu.
W 2008 roku IRS zatrudniało ponad 101 tys. pracowników.

## Historia

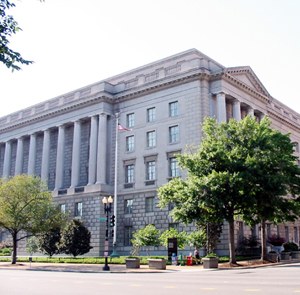
Centrala IRS w Waszyngtonie

### 1862 – 1900
Abraham Lincoln zapoczątkował proces wprowadzania podatków od dochodów w 1862 głównie w celu pokrycia kosztów wojny secesyjnej. Próg podatkowy ustalono na 800 dolarów – w tamtych latach jedynie 10% obywateli zarabiało powyżej tej kwoty. W 1872 nakaz płacenia podatków został głosami polityków odrzucony. W latach 90. XIX wieku większość obywateli godziła się na ponowne wprowadzenie podatku dochodowego, ale pod warunkiem, że nakaz ten będzie dotyczył najbogatszych. Po latach przekonywania udało się w końcu w 1894 roku wprowadzić 2% podatek dla osób prywatnych i korporacji o rocznym dochodzie powyżej 4000 dolarów. Bardzo niewielu załapało się do tego przedziału, ale ci, których ten nakaz objął, mieli pieniądze i poparcie, by się temu sprzeciwić. Rok później po licznych dyskusjach i sporach na argumenty w 1895 Sąd Najwyższy Stanów Zjednoczonych orzekł, iż ten podatek jest niezgodny z Konstytucją USA.

### 1900 – I wojna światowa
Idea opodatkowania kraju podzieliła społeczeństwo na dwie grupy z odmiennymi opiniami. Środowisko demokratów opowiadało się za wprowadzeniem podatku, a republikanie byli przeciw. Prezydent Theodore Roosevelt, pomimo że był republikaninem, w 1908 złamał jednomyślność partyjną i zażądał wprowadzenia podatku od dochodu. Nie udało mu się przeforsować swojego pomysłu przed upływem kadencji. Jednak w 1913 za zgodą 36 stanów Kongres wprowadził 16. poprawkę do Konstytucji legalizującą podatek dochodowy.
13 października 1913, ówczesny prezydent Woodrow Wilson podpisał odpowiednią deklarację, rozpoczynając erę podatkową w USA. Pobieranie pieniędzy od obywateli było wówczas proste. Książka zawierająca wszystkie przepisy na ten temat liczyła tylko 16 stron (obecnie kilkanaście tysięcy). Od dochodu na rok powyżej 3000 USD i 4000 USD dla osoby w związku małżeńskim płaciło się podatek w wysokości 1%. Zarabiający powyżej 5000 USD płacili 6% od dochodów. Przy takim progu podatkowym było bardzo mało osób płacących podatek, przez co państwo czerpało z nich niewielkie korzyści.

### I wojna światowa – II wojna światowa
W związku z zaangażowaniem się USA w I wojnę światową w 1917 potrzeby państwa wzrosły z 1 mld USD sprzed 1917 do ponad 19 mld w 1919. Dlatego administracja prezydenta Wilsona postanowiła podwyższyć podatek z bezwzględnym egzekwowaniem tego prawa. W 1920 IRS zatrudniało już 22 000 osób. Nowe progi podatkowe stały się dla wielu obywateli bolesne. Przykładowo na zarabiających ponad 1 mln USD nakładano stawkę w wysokości 77%. Po zakończeniu wojny państwo nie wyobrażało już sobie funkcjonowania bez ściągania podatków od dochodów. W latach 20. XX pięciokrotnie obniżano podatki, ale nie powróciły one do wcześniejszego poziomu. Lata 30. XX były spokojne i stabilne dla podatników.

### II wojna światowa po czasy obecne
Kolejny zwrot to okres II wojny światowej. Potrzeby kraju (w skali roku) wzrosły tym razem z 10 mld w 1940 do 95 mld w 1945. Znacznie więcej osób niż we wcześniejszych latach zakwalifikowano do płacenia podatków. Przed II wojną światową 6,5 mln ludzi wpłacało w sumie około 1 mld dolarów każdego roku. Natomiast pod koniec 1945 roku podatników było już 48 mln, a ściągana suma przekroczyła 19 mld dolarów rocznie. Wówczas niemal od prawie wszystkich zatrudnionych ściągano podatki. IRS zatrudniało w tych latach już 50 000 pracowników (obecnie 101 000).
Pod koniec lat 90. XX wieku w konsekwencji skarg i nieporozumień pracowników IRS-u podzielono całą instytucję na 4 oddzielne sektory obsługujące:
- Large & Mid-Size Business (LMSB) – duże i średnie firmy;
- Small Business / Self-Employed (SB/SE) – małe firmy/osoby rozliczające się samodzielnie;
- Wage and Investment (W&I);
- Tax Exempt & Government Entities (TE/GE).

Ponadto IRS posiada oddział kryminalny.

### Powódź w budynku centrali w 2006
Główna centrala IRS znajduje się przy 1111 Constitution Avenue w Waszyngtonie. Budynek ten został zamknięty w czerwcu 2006 w wyniku powodzi. W piwnicach budynku woda sięgała ponad 6 m, zniszczone zostały instalacje elektryczne, a całość zniszczeń w piwnicy sięgała 95% (raport z 12 lipca 2006).
Ponad 2000 pracowników przeniesiono do 15 różnych budynków na terenie Waszyngtonu. Naprawa większości szkód trwała do końca 2006 – wówczas pracownicy powrócili do budynku. Mimo że budynek przywrócono do funkcjonowania, to pewne drobniejsze prace remontowe trwały do kwietnia 2007. Całkowite straty przekroczyły 25 mln USD.

## Program ściągania zaległych podatków
We wrześniu 2006 roku IRS rozpoczęło tworzenie listy dłużników podatkowych i przekazywanie danych osobowych i sumę długu do prywatnych agencji zajmujących się ściąganiem długów. Firmy posiadają prawo zatrzymania od 22 do 24% kwoty wyegzekwowanej od dłużnika podatkowego. Prywatne agencje robią wszystko, by ściągnąć jak największe zaległe pieniądze od dłużnika, ponieważ mają z tego prowizję (od 22 do 24%), co stawia osoby, które nie zapłaciły podatku, w niekorzystnej sytuacji. Ponieważ nowy plan ściągania zaległych podatków jest krytykowany przez niektóre środowiska, rzecznik IRS Terry Lemons zapewnił, że: „program szanuje prywatność i prawa podatników”.

## Krytyka

### Status prawnyIRS
Przeciwnicy podatków twierdzą, że IRS nie zostało utworzone w oparciu o ustawę, dlatego nie ma żadnej prawnej podstawy, by wnosić skargi czy oskarżać, ponieważ nie jest agencją rządu federalnego.
Twierdzą również, że pracownicy IRS nie są uprawnieni do decydowania o karze opierając się na ustawie „Internal Revenue Code section 6020(b)(1)”.
Niektórzy przeciwnicy utrzymują, że ta ustawa podkreśla, iż agenci IRS nie mają żadnej władzy, by narzucić karę, dopóki nie mają pozwolenia od ministerstwa skarbu państwa, jednak interpretacja nie jest do końca pełna, ponieważ w ustawie „Internal Revenue Code section 6020(b)(1)” też nie wszystko jest ściśle wyjaśnione.

### Teorie spisku i zarzuty
IRS bywa wiązane z różnymi teoriami spiskowymi. Jednym z przykładów teorii o podstępnych zachowaniach IRS jest film „America: From Freedom to Fascism” w reżyserii Aarona Russo, głoszącego filozofię libertarianizmu. Film przedstawia sytuację, w których USA może stać się państwem policyjnym, a IRS rzekomo bierze udział w tym procesie.